# Romilly James Heald Jenkins
Romilly James Heald Jenkins (* 1907 in Hitchin, Hertfordshire, England; † 30. September 1969) war ein britischer Byzantinist und Neogräzist und Koraes Professor of Modern Greek and Byzantine History, Language and Literature am King’s College London.

## Leben
Nach dem Studium der Classics war Jenkins von 1933 bis 1936 Student an der British School at Athens, 1933 als senior student zugleich assistant director, ab 1936 als Mitglied des Board of the Managing Committee; 1948 wurde er zum Trustee ernannt, 1951 bis 1958 war er Chairman of the Managing Committee. Von 1936 bis 1946 war er Lewis Gibson Lecturer in Modern Greek an der Universität Cambridge, während des Zweiten Weltkrieges unterbrochen von seiner Dienstzeit im British Foreign Service. Von 1946 bis 1960 hatte er den Lehrstuhl des Koraes Professor of Modern Greek and Byzantine History, Language and Literature am King’s College London inne und war zugleich Honorary Lecturer in Classical Archaeology. Von 1960 bis zu seinem Tod war er Professor of Byzantine History and Literatur in Dumbarton Oaks.

## Forschungsschwerpunkte
Jenkins hatte sich zunächst auf die Klassische Archäologie der archaischen Zeit spezialisiert, arbeitete dann jedoch hauptsächlich zur Geschichte des Byzantinischen Reichs. Mit Gyula Moravcsik edierte er die Schrift des Konstantinos Porphyrogennetos über die Innen- und Außenpolitik des Reichs. Im Bereich der Neogräzistik widmete er Dionysios Solomos eine eingehende Studie ebenso wie den Morden bei Dilessi (im Jahr 1870 wurden drei englische Aristokraten und ein italienischer Adliger von griechischen Räubern in der Nähe von Marathon festgesetzt, um ein Lösegeld zu erpressen; der Befreiungsversuch endete für alle Geiseln wie für die Erpresser tödlich; Folge war eine schwerwiegende diplomatische Krise).

## Schriften
- Dedalica. A study of Dorian plastic art in the seventh century B.C. Cambridge University Press, Cambridge, 1936.
- Dionysius Solomós. Cambridge University Press, Cambridge 1940, (Nachdruck. (= The Romiosyni Series. 4). Denise Harvey & Company, Athen 1981, ISBN 0-907978-11-8).
- The Byzantine Empire on the Eve of the Crusades (= The Historical Association. General Series. 24, ZDB-ID 1177869-6). Published for the Historical Association by Philip, London 1953.
- Richard MacGillivray Dawkins, 1871–1955. In: Proceedings of the British Academy. Band 41, 1955, ISSN 0068-1202, S. 373–388.
- The Dilessi Murders. Greek Brigands and English Hostages. Longmans, London u. a. 1961, (Nachdruck. Prion, London 1998, ISBN 1-85375-280-0).
- The Hellenstic origins of Byzantine literature. In: Dumbarton Oaks Papers. Band 17, 1963, S. 37–52, JSTOR:1291189.
- Byzantium. The Imperial Centuries A.D. 610–1071. Weidenfeld & Nicolson, London 1966, (Nachdruck. (= Medieval Academy Reprints for Teaching. 18). University of Toronto Press, Toronto u. a. 1987, ISBN 0-8020-6667-4, Leseprobe bei Google Bücher).
- Constantine Porphyrogenitus: De Administrando Imperio (= Magyar-görög tanulmányok. 29, ZDB-ID 414091-6). Greek text edited by Gyula Moravcsik. English translation by R. J. H. Jenkins. Pázmány Péter tudományegyetemi görög filológiai intézet, Budapest 1949, (New, revised edition. Dumbarton Oaks Center for Byzantine Studies u. a., Washington DC 1962; New, revised edition, reprinted as paperback. Dumbarton Oaks Center for Byzantine Studies u. a., Washington DC 2008, ISBN 978-0-88402-343-2; Kroatische Ausgabe: O upravljanju carstvom. Prijevod i komentari Nikola pl. Tomašić (kroatisch), R. J. H. Jenkins (englisch), priređivač grčkog izvornika Gyula Moravcsik. Dom i svijet, Zagreb 2003, ISBN 953-6491-90-7).
- Studies on Byzantine history of the 9th and 10th centuries. Variorum Reprints, London 1970, ISBN 0-902089-07-2 (Photomechanischer Nachdruck von Artikeln die von 1948 bis 1966 erschienen).